# アーヘン大聖堂
アーヘン大聖堂（アーヘンだいせいどう、ドイツ語: Aachener Dom）は、ドイツのノルトライン＝ヴェストファーレン州のアーヘンにある大聖堂である。

## 概要
アーヘン大聖堂はしばしば「皇帝の大聖堂」（ドイツ語: Kaiserdom）として言及され、この大聖堂は北部ヨーロッパでは最古のものである。786年にカール大帝がアーヘンの宮殿教会の建設を始めた。814年にカール大帝が死ぬと彼は自身の大聖堂に埋葬され、遺骨は、13世紀以来現在にいたるまで、シュラインこと聖遺物を納める切妻屋根つき家屋型容器の逸品「カールのシュライン」（Karlsschrein）中に安置されている。
大聖堂は、一千年以上の時を経て、現在の装いを調えた。　アーヘン大聖堂の中心は宮殿教会である。それは後世の増築部分と比較すると驚くほど小さいが、建設当時は、それはアルプス以北では最大のドーム建築であった。
古典主義様式、ビザンティン様式そしてゲルマン-フランク王国様式の要素を備えた心を奪う建築は、きわめて重要な記念碑的建造物の真髄である。アーヘン大聖堂は、936年から1531年にかけての約600年間に神聖ローマ帝国の30人の皇帝たちの戴冠式が執り行われた場所でもある。

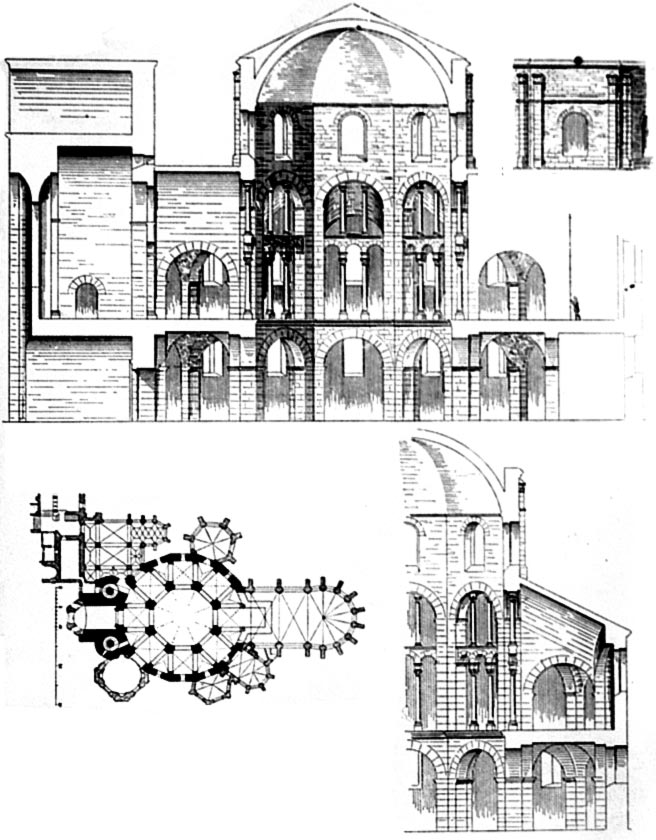
設計図の一部

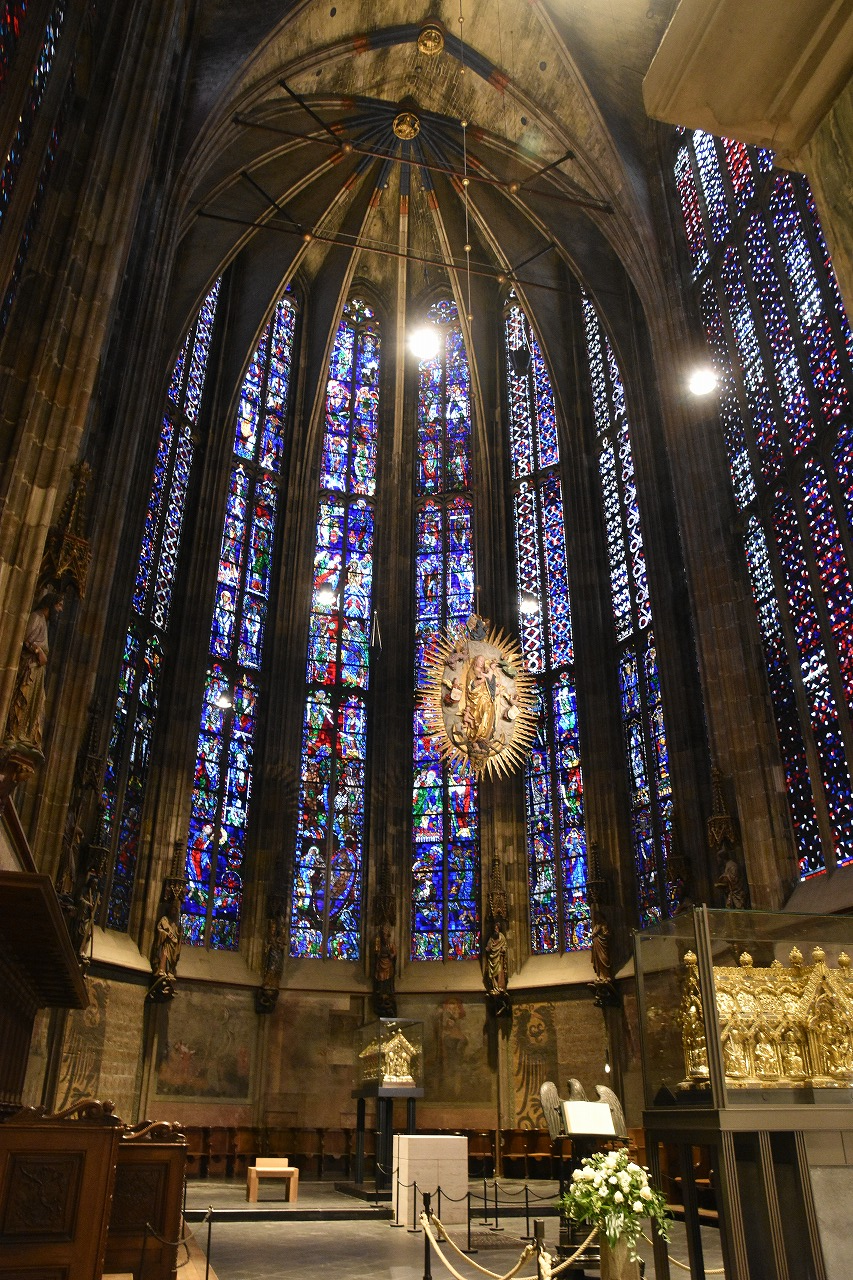
アーヘン大聖堂内のステンドグラス

巡礼者の莫大な流入に対処するために、ゴシック建築の時代に聖歌隊のためのホールが造営された。それは2つの部分からなるガラスの礼拝堂でカール大帝没後600年を記念して奉献された。爾来、アーヘンの「ガラスの家」の壮麗な建築への賞賛は決して止むことはなかった。
1978年この大聖堂はユネスコの世界遺産リストの登録のための最初の12の遺跡の一つになった。最初のドイツのそして最初のヨーロッパの歴史上全般3つの遺跡の一つとしてである。 
アーヘン大聖堂の宝物館は後期古典主義、カロリング朝時代、オットー朝とシュタウヘン朝の時代の傑作を展示しており、それらの中には「ロタールの十字架」や「カール大帝の胸像」や「ペルセフォネの石棺」のようなユニークな展示もいくつかある。アーヘンの大聖堂宝物館は北部ヨーロッパにおける最も重要な教会の宝物館の一つとして言及される。
1000年に、オットー3世はカール大帝の霊安所を開帳した。遺体は保存にかんして特筆すべき状態のもとにあることが判明し、大理石の玉座にすわり、皇帝のローブをまとい、頭には帝冠を戴き、膝には福音書が開かれたまま置かれ、手には王笏があったといわれている。オットーを描いた大きな絵と彼の、亡き皇帝への、高貴なる眼差しはアーヘン市庁の大広間の壁画に描かれている。
1165年、神聖ローマ皇帝フリードリヒ1世（バルバロッサ）は再び、霊安所を開帳し、中に安置してあるものをパリアンの大理石製の彫刻を施した石棺におさめた。おさめたものの中にはカール大帝の遺骨もあったという。遺骨は1215年、フリードリヒ2世のドイツ王戴冠に際し、当地工芸作品の高さを示す傑作、聖遺物を納める切妻屋根つき家屋型容器「カールのシュライン」（Karlsschrein）に納められた。フリードリヒ2世自ら納骨したと伝えられている。ほぼ同時期に制作された傑作「マリアのシュライン」（Marienschrein；1215年開始-1237年完成）も本教会の有名な聖遺物容器である。

## 登録基準
この世界遺産は世界遺産登録基準のうち、以下の条件を満たし、登録された（以下の基準は世界遺産センター公表の登録基準からの翻訳、引用である）。
- (1) 人類の創造的才能を表現する傑作。
- (2) ある期間を通じてまたはある文化圏において、建築、技術、記念碑的芸術、都市計画、景観デザインの発展に関し、人類の価値の重要な交流を示すもの。
- (4) 人類の歴史上重要な時代を例証する建築様式、建築物群、技術の集積または景観の優れた例。
- (6) 顕著で普遍的な意義を有する出来事、現存する伝統、思想、信仰または芸術的、文学的作品と直接にまたは明白に関連するもの（この基準は他の基準と組み合わせて用いるのが望ましいと世界遺産委員会は考えている）。

登録基準に基づく評価内容は以下の通り。

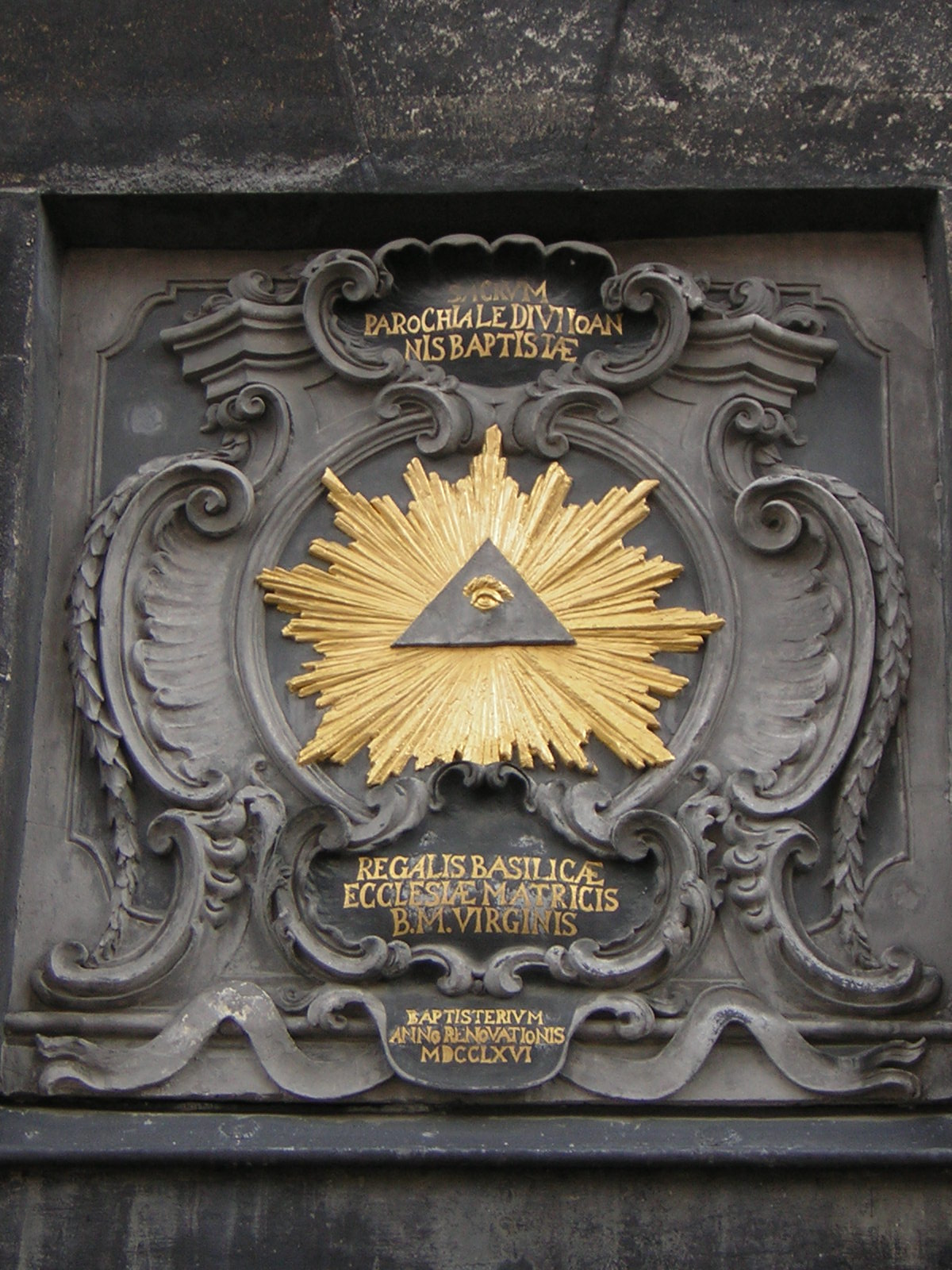
アーヘン大聖堂に施されたプロビデンスの目の装飾。下側にローマ数字で「MDCCLXVI」（1766年）と書かれている。

- (1) ギリシャおよびイタリアの大理石の柱、青銅の扉、（現在は破壊された）ドームの最大のモザイクなどを備えたアーヘンの宮殿礼拝堂は、その創設時から卓越した芸術作品と見なされてきた。これは古代以来アルプス以北で最初のアーチ型構造だった。
- (2) 古典およびビザンチンの伝統様式の強い影響を受けたこの礼拝堂は、カロリング朝ルネサンスおよび中世初期においても、宗教建築の原型のひとつとしてコピーや模倣を生み出した。
- (4) カール大帝の宮殿礼拝堂は、トリビューン付きの集中式礼拝堂の優れた独特の例である。
- (6) アーヘンの皇帝礼拝堂の建設は、西洋の統一とカール大帝の庇護の下での精神的および政治的復興を象徴した。814年、カール大帝はここに埋葬され、中世を通じて1531年まで神聖ローマ帝国の皇帝たちはアーヘンで戴冠し続けた。大聖堂の宝物庫のコレクションは、考古学的、美的、歴史的に計り知れない価値がある。

## ギャラリー

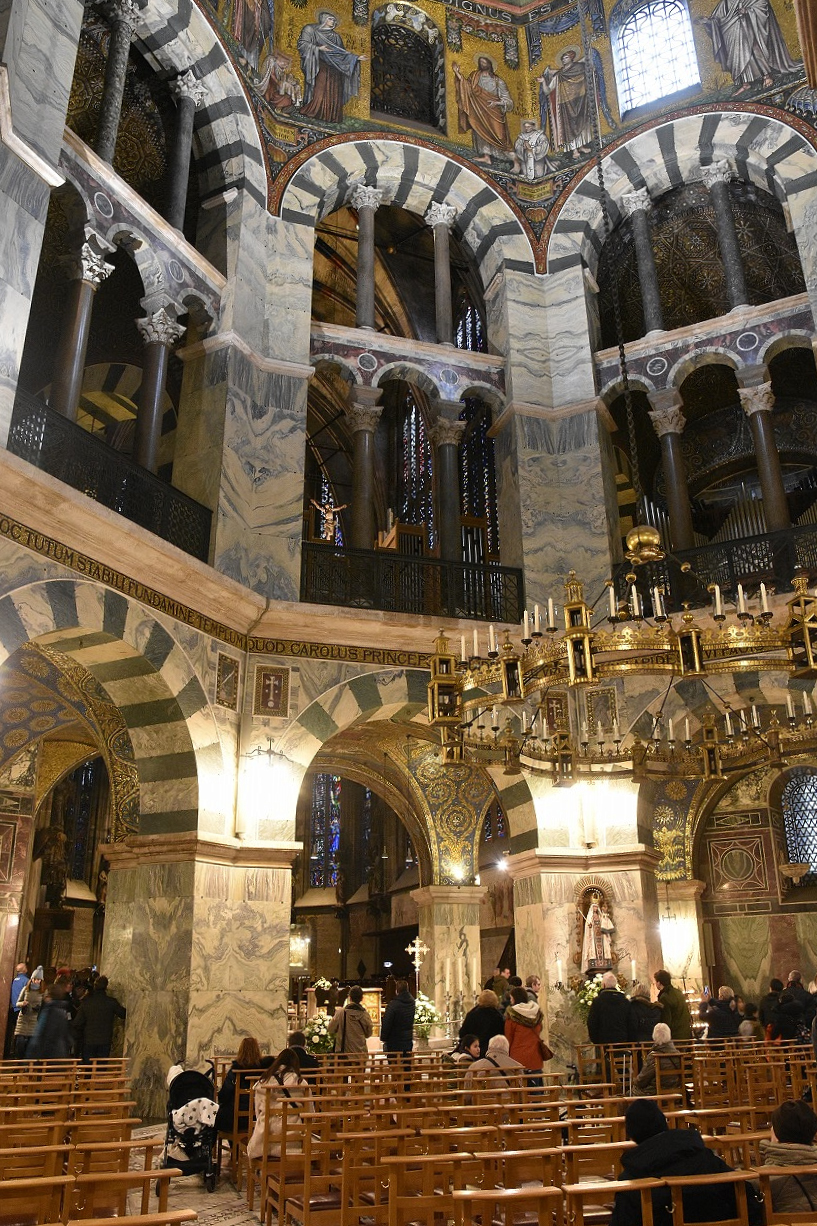
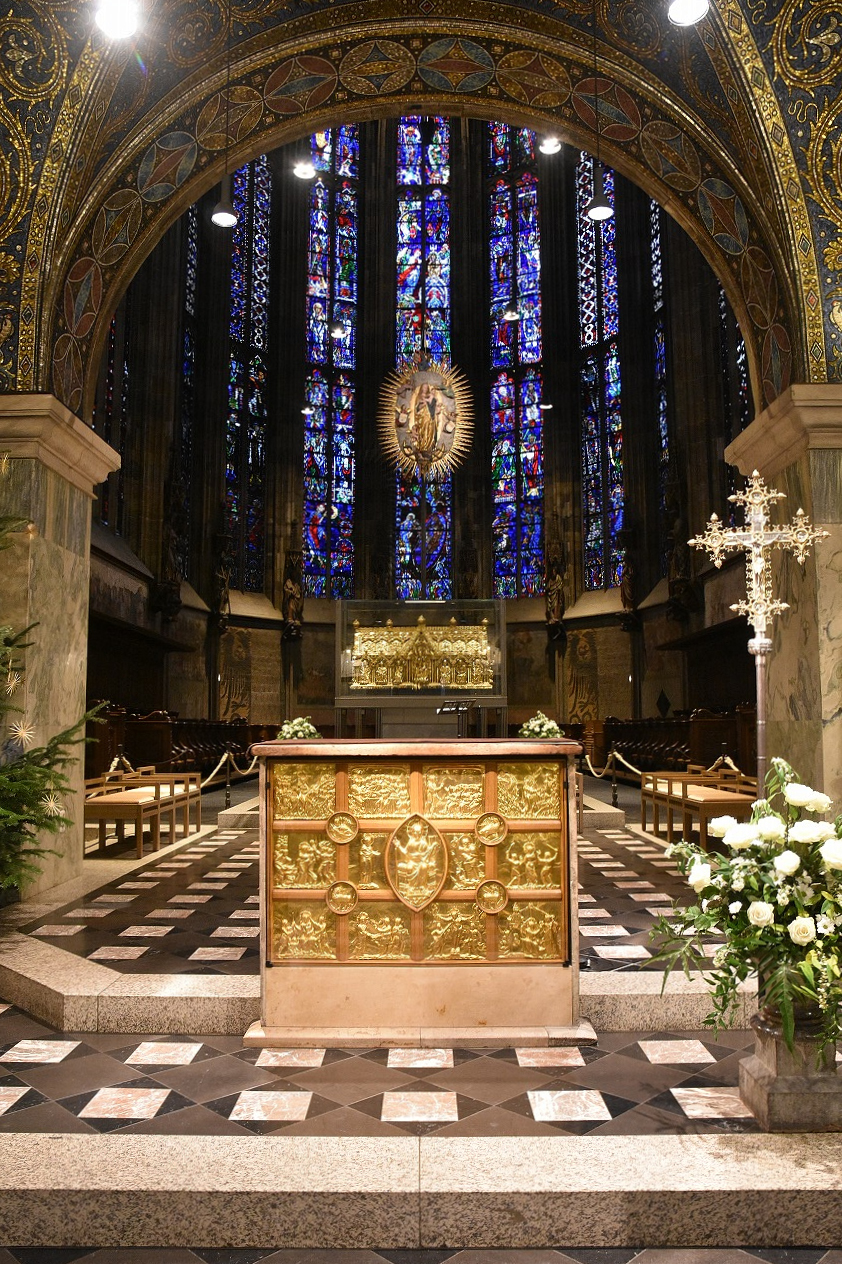
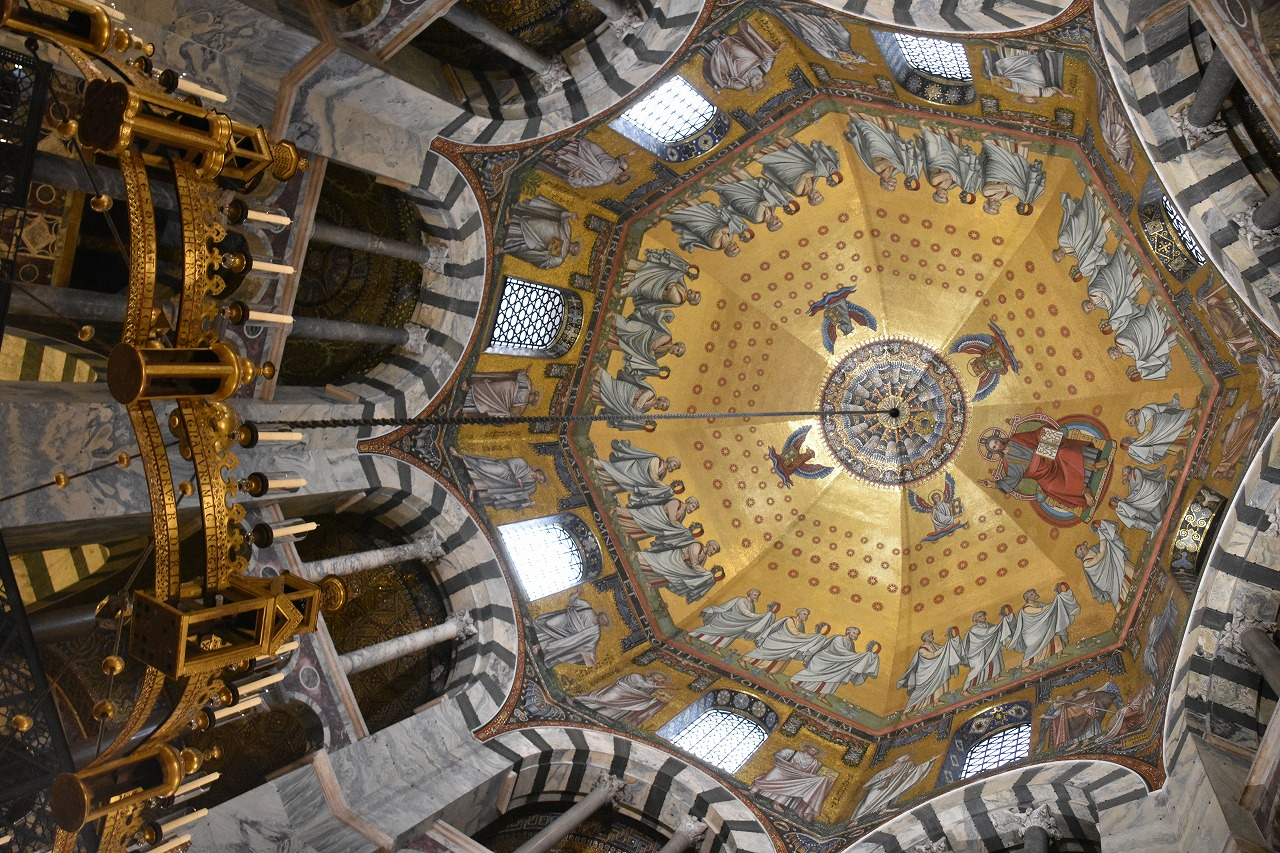
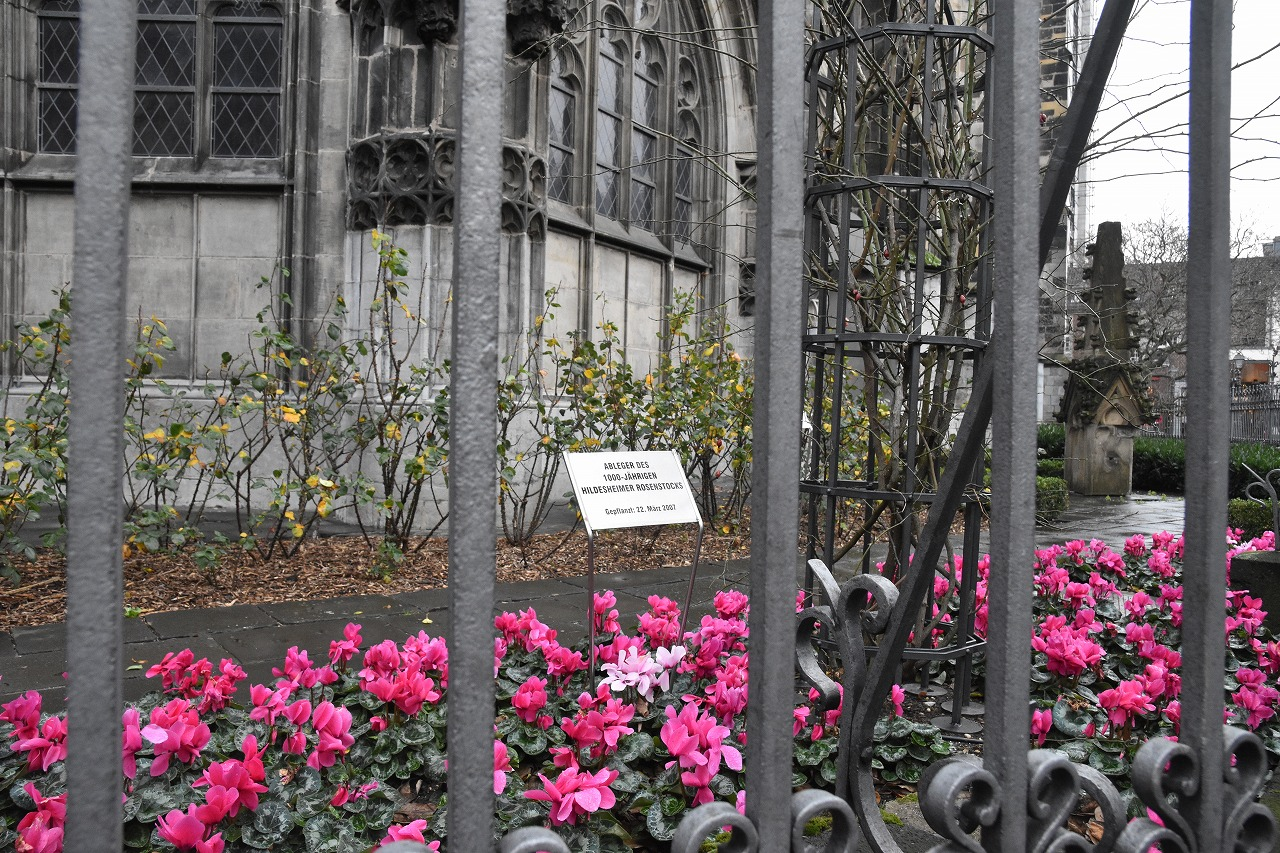